# Pagar Dewa (Lengkiti)
Pagar Dewa is een bestuurslaag in het regentschap Ogan Komering Ulu van de provincie Zuid-Sumatra, Indonesië. Pagar Dewa telt 816 inwoners (volkstelling 2010).